# Setophoma
Setophoma is een geslacht van schimmels behorend tot de familie Phaeosphaeriaceae. De typesoort is Setophoma terrestris.

## Soorten
Volgens Index Fungorum telt het geslacht 15 soorten (peildatum april 2023):
| Soortnaam                | Auteur(s)                                               | Publicatiejaar |
| ------------------------ | ------------------------------------------------------- | -------------- |
| Setophoma antiqua        | F. Liu & L. Cai                                         | 2019           |
| Setophoma atkinsoniorum  | Y.P. Tan, Grice, Trevorrow, Bishop-Hurley & R.G. Shivas | 2021           |
| Setophoma brachypodii    | Crous, R.K. Schumach. & & Y. Marín                      | 2019           |
| Setophoma caverna        | F. Liu & L. Cai                                         | 2019           |
| Setophoma chromolaenae   | Quaedvl., Verkley, R.W. Barreto & Crous                 | 2013           |
| Setophoma endophytica    | F. Liu & L. Cai                                         | 2019           |
| Setophoma longinqua      | F. Liu & L. Cai                                         | 2019           |
| Setophoma poaceicola     | Goonas., Thambug. & K.D. Hyde                           | 2017           |
| Setophoma pseudosacchari | Crous & Y. Marín                                        | 2019           |
| Setophoma sacchari       | (Bitanc.) Gruyter, Aveskamp & Verkley                   | 2010           |
| Setophoma syzygii        | Crous                                                   | 2021           |
| Setophoma terrestris     | (H.N. Hansen) Gruyter, Aveskamp & Verkley               | 2010           |
| Setophoma vernoniae      | Crous & Alfenas                                         | 2014           |
| Setophoma yingyisheniae  | F. Liu & L. Cai                                         | 2019           |
| Setophoma yunnanensis    | F. Liu & L. Cai                                         | 2019           |